# 安達仁美
安達 仁美（あだち ひとみ）は、日本のスーツアクトレス、スタントウーマン。キャスタッフ所属。主にウルトラシリーズを中心に活動している。

## 出演作品

### テレビ
- ウルトラゾーン（2012年） - ピット星人[1]
- ネオ・ウルトラQ（2013年） - ガストロポッド
- ウルトラマンギンガ（2013年）
- ウルトラマンギンガS（2014年）
- ウルトラマンX（2015年） - アクション
- ウルトラマンオーブ（2016年） - アクション
  - ウルトラファイトオーブ 親子の力、おかりします!（2017年）
- ウルトラマンジード（2017年） - ピット星人トリィ=ティプ、ザンドリアス、セミ女、情報屋（レキューム人）、ウルトラの母
- ウルトラマンR/B（2018年） - ピット星人 ほか
- ウルトラマン ニュージェネレーションクロニクル（2019年）
- ウルトラマンタイガ（2019年） - ザンドリアス、ピット星人
- ウルトラマンZ（2020年） ‐ ピット星人・姉

### 映画
- ウルトラマンゼロ THE MOVIE 超決戦!ベリアル銀河帝国（2010年）
- ウルトラマンサーガ（2012年） - アクションサポート
- ウルトラマンギンガ 劇場スペシャル（2013年） - スタント
- ウルトラマンギンガ 劇場スペシャル ウルトラ怪獣☆ヒーロー大乱戦!（2014年）
- 劇場版 ウルトラマンギンガS 決戦!ウルトラ10勇士!!（2015年）
- 劇場版 ウルトラマンX きたぞ!われらのウルトラマン（2016年）
- 劇場版 ウルトラマンオーブ 絆の力、おかりします!（2017年） - セミ女
- 劇場版 ウルトラマンジード つなぐぜ! 願い!!（2018年） - ウルトラの母
- 劇場版 ウルトラマンR/B セレクト 絆のクリスタル（2019年） - ウルトラウーマングリージョ
- 劇場版 ウルトラマンタイガ ニュージェネクライマックス（2020年） - ウルトラウーマングリージョ

### WEBドラマ
- なめこのPV「なめこスクールウォーズ」（2013年）
- ウルトラマンオーブ THE ORIGIN SAGA（2016年）
- ウルトラギャラクシーファイト ニュージェネレーションヒーローズ（2019年）
- ウルトラギャラクシーファイト 大いなる陰謀（2020年 ‐ 2021年）